# Micropygoida
De Micropygoida zijn een orde van zee-egels (Echinoidea) uit de infraklasse Acroechinoidea.

## Families
- Micropygidae Mortensen, 1903